# Уманцево
Уманцево — село в Сарпинском районе Калмыкии, административный центр Уманцевского сельского муниципального образования. Село расположено в 21 км к западу от районного центра села Садовое.
Население — 499 человек (2021).

## История
Село основано русскими и украинскими переселенцами во второй половине XIX столетия в урочище Уманцы. Урочище Уманцы являлось летней ставкой Дунду-хурула. В 1900 году в Уманцах было организовано совещание калмыцких багши и гелюнгов.
На топографической карте Астраханской губернии 1909 года населённый пункт обозначен в границах Садовской волости Черноярского уезда Астраханской губернии как хутор Большой.
Согласно сведениям, содержащимся в Памятной книжке  Астраханской губернии на 1914 год в селе Уманцево-Пазухино имелось 80 дворов, проживало 400 душ мужского и 369 женского пола. Село относилось к Садовской волости Черноярского уезда Астраханской губернии
В 1920 году село было включено в состав Малодербетовского улуса Калмыцкой АО. В 1930 году включено в состав Сарпинского улуса. В 1938 году в селе была открыта средняя школа.
В период коллективизации в Уманцево был образован колхоз «Вторая пятилетка».
28 декабря 1943 года калмыки, проживавшие в селе, были депортированы. Уманцевский сельсовет, как и весь Сарпинский район, был передан Сталинградской (Волгоградской) области. В документах государственного архива Волгоградской области имеются сведения о переименовании села в Первомайское, однако данное название за селом не закрепилось. Село возвращено Калмыкии на основании Указа Президиума Верховного Совета РСФСР от 12 января 1957 года

## Физико-географическая характеристика
Село Уманцево расположено в центральной части Сарпинского района в пределах Ергеней, в долине реки Зельмень. Средняя высота над уровнем моря — 91 метр. На территории села имеются выхода на поверхность родников. Рельеф местности - холмистно-равнинный, сильно пересечённый балками и оврагами. В одном из оврагов к югу от села имеется пруд.
По автомобильной дороге расстояние до столицы Калмыкии города Элиста составляет 190 км, до районного центра села Садовое - 21 км. Ближайший населённый пункт — посёлок Арым, расположенный в 14 км к востоку от села.
Климат
Климат континентальный (согласно классификации климатов Кёппена - Dfa), с засушливым, жарким летом и относительно холодной и малоснежной зимой. Среднегодовая температура воздуха положительная и составляет + 8,7 °C, многолетняя норма осадков - 352 мм.
Часовой пояс
Уманцево, как и вся Республика Калмыкия, находится в часовой зоне МСК (московское время). Смещение применяемого времени относительно UTC составляет +3:00.  истинный полдень - 11:49:36 по местному времени

## Население
Динамика численности населения по годам:
| 1914 |
| ---- |
| 769  |

| 2002 | 2010 | 2011 | 2012 | 2013 | 2014 | 2015 |
| ---- | ---- | ---- | ---- | ---- | ---- | ---- |
| 742  | ↘658 | ↗660 | ↘651 | ↘629 | ↘609 | ↘597 |
| 2016 | 2017 | 2018 | 2019 | 2020 | 2021 |      |
| ↘580 | ↘554 | ↘551 | ↘539 | ↘527 | ↘499 |      |

Из общего количества населения — 0,66 тыс. чел., население моложе трудоспособного возраста составляет 0,09 тыс. чел., (13,6 %), в трудоспособном возрасте — 0,44 тыс. чел. (66,7 %), старше трудоспособного возраста — 0,13 тыс. чел. (19,7 %). Отмечается естественный прирост населения на уровне +3 чел./год на 1000 жителей. Соотношение мужчин и женщин составляет, соответственно, 50,9 % и 49,1 % (преобладает мужское население). Национальный состав: русские — 68,9 %, калмыки — 21,3 %, другие национальности — 9,8 %.
Национальный состав
Согласно результатам переписи 2002 года большинство населения посёлка составляли русские (61 %) и калмыки (30 %)

## Социальная инфраструктура
В селе действуют социально-культурный центр, библиотека.
Среднее образование жители села получаются в Уманцевской средней общеобразовательной школе. Медицинское обслуживание обеспечивают фельдшерско-акушерский пункт и Сарпинская центральная районная больница.
Село электрифицировано и газифицировано.

## Достопримечательности
- Субурган Бааза-багши - построен в начале XX века князем Тундутовым[26].

## Известные личности и уроженцы
- в окрестностях села Уманцево, в урочище Оран-Булук, родился известный паломник, член Русского географического общества, настоятель Дунду-хурула Бааза-багши (в миру Бадма Менкеджуев).
- Литвинов, Иван Иванович (1925 — ?) — Герой Социалистического Труда.
- Елынко Иван Федорович  медаль за отвагу Великой Отечественной войны